# Leif G.W. Persson
Leif Gustav Willy Persson (født 15. marts 1945 i Stockholm) er en svensk forfatter og kriminolog.
Persson var i 1970'erne ansat ved den svenske rigspolitistyrelse, men blev afskediget efter at have lækket oplysninger til journalisten Peter Bratt i den såkaldte Geijer-affære.
Persson har skrevet ni kriminalromaner, blandt andet en trilogi om Palmemordet.
På dansk har han udgivet på forlaget Modtryk.
Han har tre gange modtaget prisen for årets bedste krimi.